# Голлівуд (мінісеріал)
«Голлівуд» (англ. Hollywood) — американський телевізійний мінісеріал про голлівудську кіностудію 1940-х років, який побачив світ на каналі Netflix 1 травня 2020 року.

## Сюжет
Події серіалу розгортаються в Голлівуді в 1940-х роках, в його «золоту епоху». Герої фільму намагаються влаштувати свою кар'єру на «фабриці мрій»; серед них трапляються реальні актори — зокрема, Рок Хадсон.

## У ролях
| Актор            | Роль                          |
| ---------------- | ----------------------------- |
| Девід Коренсвет  | Джек Кастело                  |
| Даррен Крісс     | Реймонд Ейнслі                |
| Лора Геррієр     | Каміла Вашингтон              |
| Джо Мантелло     | Річард «Дік» Семюелс          |
| Ділан Макдермотт | Ернест «Ерні» Вест            |
| Джейк Пікінг     | Рой Фітцджеральд / Рок Хадсон |
| Джеремі Поуп     | Арчі Колман                   |
| Голанд Тейлор    | Елен Кинкейд                  |
| Самара Вівінг    | Клер Вуд                      |
| Джим Парсонс     | Генрі Вілосн                  |
| Петті Люпон      | Евіс Емберг                   |

### Запрошені актори
| Актор                | Роль              |
| -------------------- | ----------------- |
| Мод Апатоу           | Генріета          |
| Гаріет Сенсом Гарріс | Елеонора Рузвельт |
| Мішель Крусік        | Анна Мей Вонг     |
| Куін Латіфа          | Хеті Макденіел    |
| Кеті Макгінес        | Вів'єн Лі         |
| Роб Райнер           | Ейс Емберг        |
| Міра Сорвіно         | Джин Крендал      |
| Педжет Брюстер       | Таллуда Бенкхед   |

## Виробництво та реліз
Трейлер мінісеріалу з'явився у квітні 2020 року. Прем'єра відбулась 1 травня 2020 року.